# Heat After Dark

Heat After Dark est un film japonais de Ryūhei Kitamura sorti en 1997.

## Synopsis
Goto rencontre un vieil ami dans un bar et lui demande de l'aider à enterrer un homme "à la tête d'une sale organisation" qu'il vient apparemment de tuer. Ils prennent la route de Yaki-Yama avec le corps dans leur coffre. Presque arrivés, ils sont arrêtés par un policier qui ouvre leur coffre, mais ils découvrent que l'homme s'est enfui... Commence alors un règlement de comptes avec des yakuzas.

## Fiche technique
- Titre original : Heat After Dark
- Réalisation et Scénario : Ryuhei Kitamura
- Direction artistique : Shun Hirao
- Direction de la lumière : Yuki Nakamura
- Costumes : Noriyuki Masaki
- Photographie : Hisashi Shimizu
- Montage : Ryuhei Kitamura
- Musique : Superviseur : Moichi Kuwahara
- Production : Producteur Exécutif : Akemi Matoba 
 Producteur : Atsuro Watabe
- Sociétés de production : Cosma et h/A/d Project
- Pays d'origine : Japon
- Langue originale : Japonais
- Genre : Action
- Durée :50 minutes

## Distribution
- Atsuro Watabe : l'ami de Gota
- Kazuma Suzuki : Gota
- Shigeru Izumiya : le chef Yakuza
- Toshiyuki Kitami
- Kakei Nishimura
- Shun Sugata : Kato, le tueur
- Masami Miyata
- Tsuyoshi Hashikawa
- Tadashi Kutsuna
- Kunihiko Shimizu

## Bande originale
The shadow of your smile de Johnny Mandel, joué par Friends of Dean Martinez 

Prières en exil par Nassim Maalouf 

Yat-Kha